# 日本人学校
日本人学校是指海外日本人就读的、进行与日本国内同等教育的全日制学校，由日本国文部科学大臣认定。

## 定义
法律上无明确定义。在日本文部科学省分类中，“日本人学校”是指由当地日本人会等主体设立的“在外教育施設”。如果设立主体是日本的（私立）学校法人，则不称为“日本人学校”，而是叫“私立在外教育施設”。尽管这两者都不算学校教育法所定义的“学校”，但所教授的课程经文部科学大臣认定为与“学校”同等后，学生在升学等方面即享受与日本国内学校学生相同的待遇（学校教育法施行規則等）。日本人学校对象多为义务教育期学生，且有文部科学省派遣教师，与私立在外教育设施相比，更具有公共色彩。

## 历史

### 战后高度经济成长期
第二次世界大战后，香港、曼谷等地区日本人学校先后创立。

### 安定成长期
从1974年开始至1980年代后期日本泡沫经济开始前，许多设在西方国家的日本人学校大规模地创立起来。

### 日本泡沫经济时期
从1980年代后期至1990年代前期，因为“日本泡沫经济”的发生，日本人学校的建设停滞了，有学校因经费不足、学生减少而被迫关门。

### 现狀
截至2018年3月25日，日本人学校设在51个国家和地区，累计86所（亚洲43所，欧洲22所，非洲3所，北美洲8所，南美洲6所，大洋洲4所）。

## 日本人学校不足
根据日本在外企业协会2005年的一项问卷调查，反映最多的日本人学校不足之处依次是：
1. （当时）没有高中；
2. 幼儿园太少；
3. 日本人学校数量太少；
4. 学费过高；
5. 安全保障不足（SARS、防恐怖主义措施等）；
6. 离家太远，家长接送负担重；
7. 教师的指导方法和授课水平太差；
8. 企业负担太重；
9. 因学生减少，教学品質出现下滑。

## 世界各地的日本人学校

### 亚洲
- 中國內地
  - 北京日本人学校
  - 天津日本人学校
  - 青岛日本人学校
  - 大连日本人学校
  - 苏州日本人学校
  - 上海日本人学校
  - 杭州日本人学校
  - 广州日本人学校
  - 深圳日本人学校
- 香港
  - 香港日本人学校
- 台灣
  - 台北市日侨学校
  - 台中市日侨学校
  - 高雄市日侨学校
- 大韩民国
  - 首尔日本人学校（英语：Japanese School in Seoul） (JA（日语：ソウル日本人学校）, KO（朝鲜语：서울일본인학교）)
  - 釜山日本人学校（英语：Busan Japanese School） (JA（日语：釜山日本人学校）, KO（朝鲜语：부산일본인학교）)
- 印度
  - 孟买日本人学校（英语：Japanese School of Mumbai） (HI)
  - 新德里日本人学校（英语：Japanese School New Delhi） (JA（日语：ニューデリー日本人学校）, HI)
- 印度尼西亚
  - 雅加达日本人学校（英语：Jakarta Japanese School） (JA（日语：ジャカルタ日本人学校）, ID)
  - 泗水日本人学校（日语：スラバヤ日本人学校）
  - 万隆日本人学校 (日语：バンドン日本人学校)
- 新加坡
  - 新加坡日本人学校（英语：The Japanese School Singapore） (JA（日语：シンガポール日本人学校）)
- 斯里兰卡
  - 科伦坡日本人学校（英语：Japanese School in Colombo）
- 泰国
  - 泰日协会学校（曼谷日本人学校） (JA, TH)
  - 泰日协会学校是拉差校区（英语：Thai-Japanese Association School Sriracha）（是拉差日本人学校） (JA（日语：シラチャ日本人学校）)
- 巴基斯坦
  - 伊斯兰堡日本人学校（英语：Islamabad Japanese School）
  - 卡拉奇日本人学校（英语：Karachi Japanese School）
- 孟加拉国
  - 达卡日本人学校（英语：Japanese School Dhaka）
- 菲律宾
  - 马尼拉日本人学校（英语：Manila Japanese School） (JA（日语：マニラ日本人学校）)
- 越南
  - 河内日本人学校（英语：Japanese School of Hanoi） (JA（日语：ハノイ日本人学校）, VI)
  - 胡志明市日本人学校（英语：Japanese School in Ho Chi Minh City） (JA（日语：ホーチミン日本人学校）)
- 马来西亚
  - 吉隆坡日本人学校（英语：Japanese School of Kuala Lumpur） (JA（日语：クアラルンプール日本人学校）) - 雪兰莪梳邦
  - 柔佛日本人学校（日语：ジョホール日本人学校）
  - 亚庇(沙巴)日本人学校（日语：コタキナバル日本人学校）
  - 槟城日本人学校（日语：ペナン日本人学校）
  - 霹雳日本人学校（日语：ペラ州日本人学校）
- 缅甸
  - 仰光日本人学校（英语：Yangon Japanese School） (JA（日语：ヤンゴン日本人学校）, MY)
- 柬埔寨
  - 金边日本人学校（英语：Japanese School of Phnom Penh）

### 中东
- 阿联酋
  - 迪拜日本人学校（英语：Dubai Japanese School） (JA（日语：ドバイ日本人学校）, AR（阿拉伯语：المدرسة اليابانية في دبي）)
  - 阿布扎比日本人学校（英语：Japanese School in Abu Dhabi） (AR（阿拉伯语：المدرسة اليابانية في أبوظبي）)
- 伊朗
  - 德黑兰日本人学校（英语：Tehran Japanese School） (FA（波斯語：مدرسه ژاپنیها در تهران）
- 沙特阿拉伯
  - 吉达日本人学校（英语：Jeddah Japanese School） (JA（日语：ジッダ日本人学校）, AR（阿拉伯语：المدرسة اليابانية في جدة）)
  - 利雅得日本人学校（英语：Riyadh Japanese School） (JA（日语：リヤド日本人学校）, AR（阿拉伯语：المدرسة اليابانية بالرياض）)
- 卡塔尔
  - 多哈日本人学校（英语：Japan School of Doha） (AR（阿拉伯语：مدرسة اليابان في الدوحة）)
- 土耳其
  - 伊斯坦布尔日本人学校（英语：Istanbul Japanese School）
- 巴林
  - 巴林日本人学校（英语：The Japanese School in Bahrain） (AR（阿拉伯语：المدرسة اليابانية في البحرين）)

### 北美洲
- 墨西哥
  - 阿瓜斯卡连特斯日本人学校 (日语：アグアスカリエンテス日本人学校) - 阿瓜斯卡连特斯
  - 日墨学院日本人部（英语：Liceo Mexicano Japonés） (JA（日语：日墨学院）,ES（西班牙语：Liceo Mexicano Japonés）) - 墨西哥城
- 美国
  - 芝加哥双叶会日本语学校（英语：Chicago Futabakai Japanese School） (JA（日语：シカゴ双葉会日本語学校）) - Arlington Heights, Illinois
  - 新泽西日本人学校（英语：The New Jersey Japanese School） - (JA（日语：ニュージャージー日本人学校）) Oakland, New Jersey（英语：Oakland, New Jersey）
  - 纽约日本人学校（英语：Japanese School of New York） (JA（日语：ニューヨーク日本人学校）) - 格林尼治 (康涅狄格州)
  - 關島日本人學校（英语：Japanese School of Guam） - Mangilao（英语：Mangilao, Guam）

### 中美洲/南美洲
- 阿根廷
  - 布宜诺斯艾利斯日本人学校 (日语：ブエノスアイレス日本人学校)
- 巴西
  - 马瑙斯日本人学校（英语：Japanese School of Manaus）
  - 圣保罗日本人学校（英语：Escola Japonesa de São Paulo） (JA（日语：サンパウロ日本人学校）, PT（葡萄牙語：Escola Japonesa de São Paulo）)
  - 里约热内卢日本人学校（英语：Associação Civil de Divulgação Cultural e Educacional Japonesa do Rio de Janeiro） PT（葡萄牙語：Associação Civil de Divulgação Cultural e Educacional Japonesa do Rio de Janeiro）)
- 智利
  - 圣地亚哥日本人学校（日语：サンチャゴ日本人学校） - 圣地亚哥首都大区圣地亚哥省洛巴尔内切阿[2]
- 哥伦比亚
  - 波哥大日本人学校 (日语：ゴタ日本人学校)
- 哥斯达黎加
  - 圣何塞日本人学校（英语：Escuela Japonesa de San José）) - 圣何塞省莫拉维亚县圣文森[3]
- 危地马拉
  - 危地马拉日本人学校 (日语：グァテマラ日本人学校) - 危地马拉城
- 巴拿马
  - 巴拿马日本人学校（英语：Escuela Japonesa de Panamá） - 巴拿马城
- 巴拉圭
  - 亚松森日本人学校 (日语：アスンシオン日本人学校)
- 秘鲁
  - 利马日本人学校（英语：Asociación Academia de Cultura Japonesa (Peru)）
- 委内瑞拉
  - 加拉加斯日本人学校 (日语：カラカス日本人学校) - 米兰达州苏克雷市[4]

### 欧洲
- 奥地利
  - 维也纳日本人学校（英语：Japanische Schule in Wien） (DE（德语：Japanische Schule in Wien）)
- 比利时
  - 布鲁塞尔日本人学校（英语：The Japanese School of Brussels） (JA（日语：ブラッセル日本人学校）; FR（法语：The Japanese School of Brussels）)
- 捷克
  - 布拉格日本人学校
- 法国
  - 法日文化学院巴黎日本人学校（英语：Institut Culturel Franco-Japonais – École Japonaise de Paris） (JA（日语：日仏文化学院パリ日本人学校）; FR（法语：Institut culturel franco-japonais - École japonaise de Paris）) - 蒙蒂尼勒布勒托讷, 巴黎附近
- 德国
  - 法兰克福日本人国际学校（英语：Japanische International Schule Frankfurt）
  - 杜塞尔多夫日本人学校（英语：Japanische Internationale Schule in Düsseldorf）
  - 慕尼黑日本人学校
  - 柏林日本人学校（英语：Japanische Internationale Schule zu Berlin）
  - 汉堡日本人学校（英语：Japanische Schule in Hamburg） (DE（德语：Japanische Schule in Hamburg）) - 哈尔斯滕贝克
- 匈牙利
  - 布达佩斯日本人学校（英语：The Budapest Japanese School）
- 意大利
  - 米兰日本人学校（英语：Scuola Giapponese di Milano）
  - 罗马日本人学校（英语：Scuola Giapponese di Roma）
- 尼德兰
  - 阿姆斯特丹日本人学校（英语：Japanese School of Amsterdam） (NL（荷兰语：Japanse School van Amsterdam）)
  - 鹿特丹日本人学校（英语：Japanese School of Rotterdam）
- 波兰
  - 华沙日本人学校（英语：Japanese School in Warsaw） (JA（日语：ワルシャワ日本人学校）; PL（波兰语：Szkoła Japońska w Warszawie）)
- 罗马尼亚
  - 布加勒斯特日本人学校（英语：Japanese School in Bucharest） (RO（羅馬尼亞語：Școala Japoneză din București）) - 沃倫塔里
- 俄罗斯
  - 莫斯科日本人学校（英语：Japanese School in Moscow） (RU（俄语：Японская школа (Москва)）)
- 西班牙
  - 巴塞罗那日本人学校（英语：Japanese School of Barcelona） (JA（日语：バルセロナ日本人学校）; ES（西班牙语：Colegio Japonés de Barcelona）; CA)
  - 马德里日本人学校（英语：Colegio Japones de Madrid） (JA（日语：マドリッド日本人学校）)
- 瑞士
  - 苏黎世日本人学校（英语：Japanische Schule in Zürich） - 乌斯特市
- 联合王国
  - 伦敦日本人学校（英语：The Japanese School in London） (JA（日语：ロンドン日本人学校）)
- 土耳其
  - 在中东

### 非洲
- 埃及
  - 开罗日本人学校
- 肯尼亚
  - 内罗毕日本人学校
- 南非
  - 约翰内斯堡日本人学校

### 大洋洲
- 澳大利亚
  - 珀斯日本人学校（英语：Japanese School in Perth）
  - 墨尔本日本人学校
  - 悉尼日本人学校（英语：Sydney Japanese School） (JA（日语：シドニー日本人学校）)
- 关岛 (美国)
  - 關島日本人學校（英语：Japanese School of Guam） - Mangilao（英语：Mangilao, Guam）

### 闭校
非洲:
- 阿尔及利亚
  - 阿尔及尔日本人学校 (日语：アルジェ日本人学校; 法語：[6] )
- 尼日利亚
  - 拉各斯日本人学校 (日语：ラゴス日本人学校)

亚洲:
- 印度
  - 加尔各答日本人学校 (日语：カルカタ日本人学校)
- 印度尼西亚
  - 棉兰日本人学校 (日语：メダン日本人学校)

中东:
- 伊拉克
  - 巴格达日本人学校 (日语：バグダッド日本人学校)
- 科威特
  - 科威特日本人学校 (日语：クウエイト日本人学校)
- 黎巴嫩
  - 贝鲁特日本人学校 (日语：ベイルート日本人学校)
- 土耳其
  - 安卡拉日本人学校 (日语：アンカラ日本人学校)

欧洲:
- 希腊
  - 雅典日本人学校（英语：Japanese Community School of Athens） - 2007年3月闭校 [7]
- 西班牙
  - 拉斯帕尔马斯日本人学校（英语：Colegio Japonés de Las Palmas）[8]
- 原南斯拉夫
  - 贝尔格莱德日本人学校 (日语：ベオグラード日本人学校)

南美洲:
- 巴西
  - 贝伦日本人学校 (日语：ベレーン日本人学校)
  - 贝洛奥里藏特日本人学校 (日语：ベロ・オリゾンテ日本人学校),[9] 或称Instituto Cultural Mokuyoo-Kai Sociedade Civil - 贝洛奥里藏特Paumplha（英语：Pampulha (Belo Horizonte)） Santa Amélia[10]
  - 维多利亚日本人学校 ((日语：ヴィトリア日本人学校)
- 厄瓜多尔
  - 基多日本人学校 (日语：キト日本人学校) - 2003年闭校[11]

## 相册

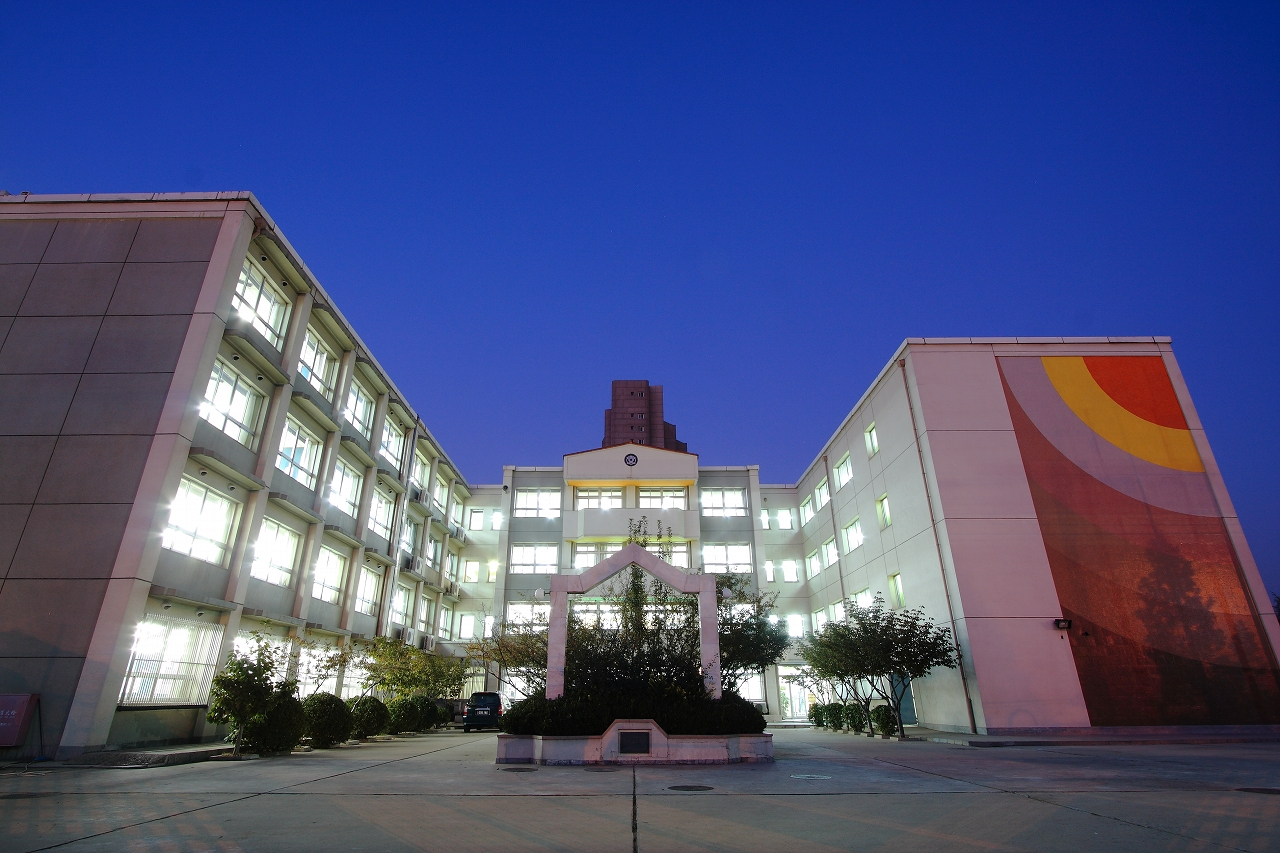
北京日本人学校
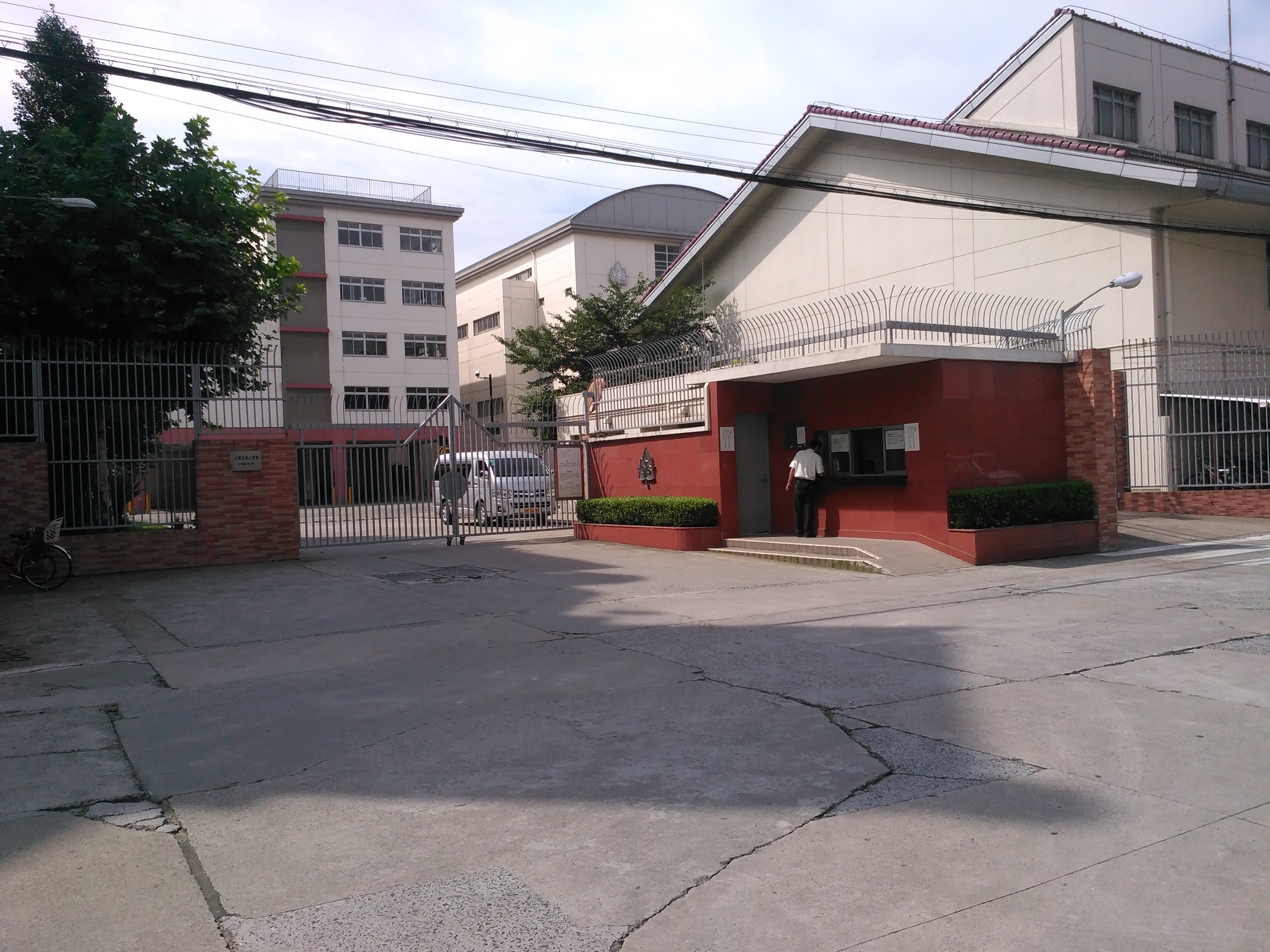
上海日本人学校虹桥校区
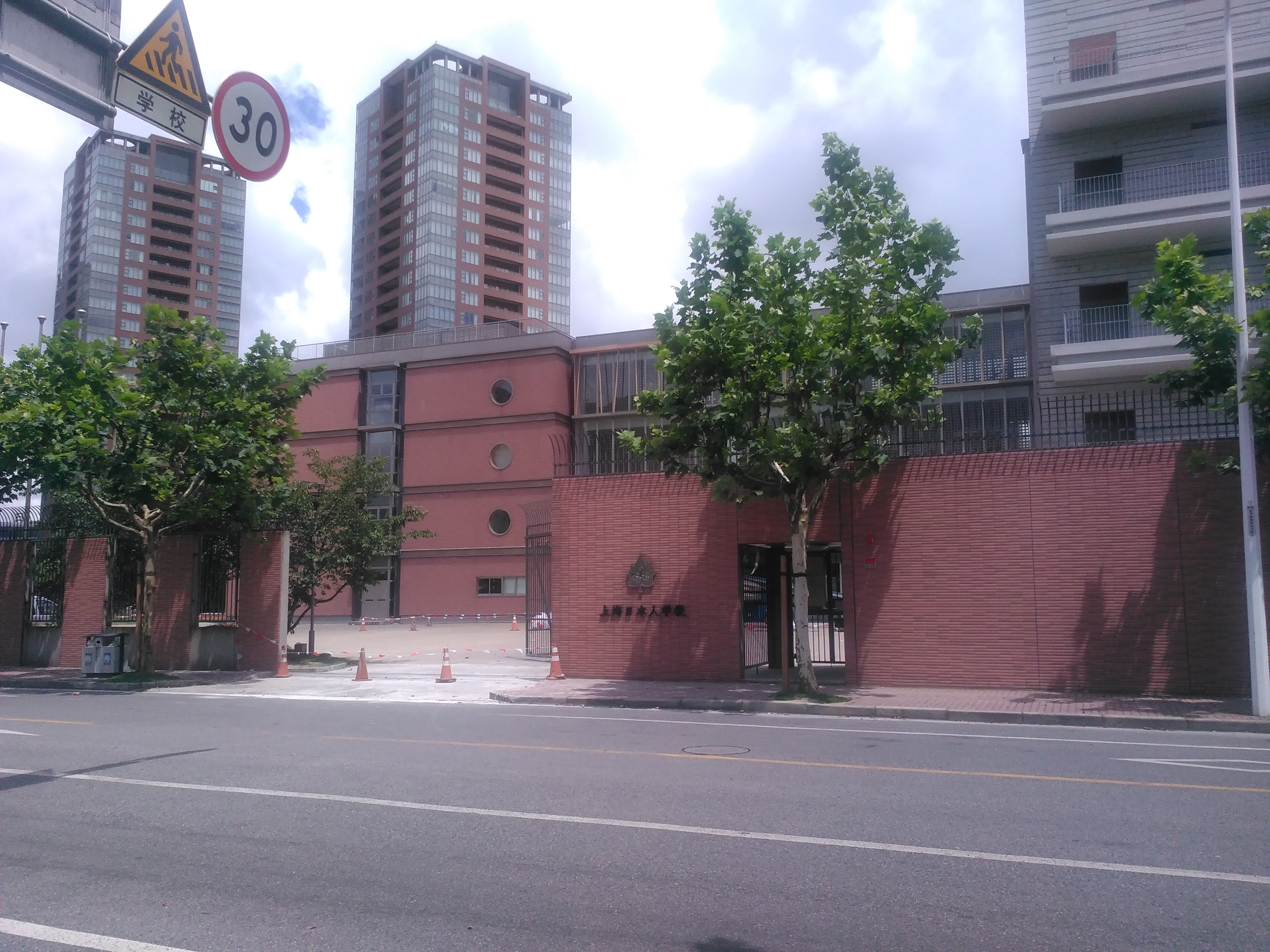
上海日本人学校浦东校区
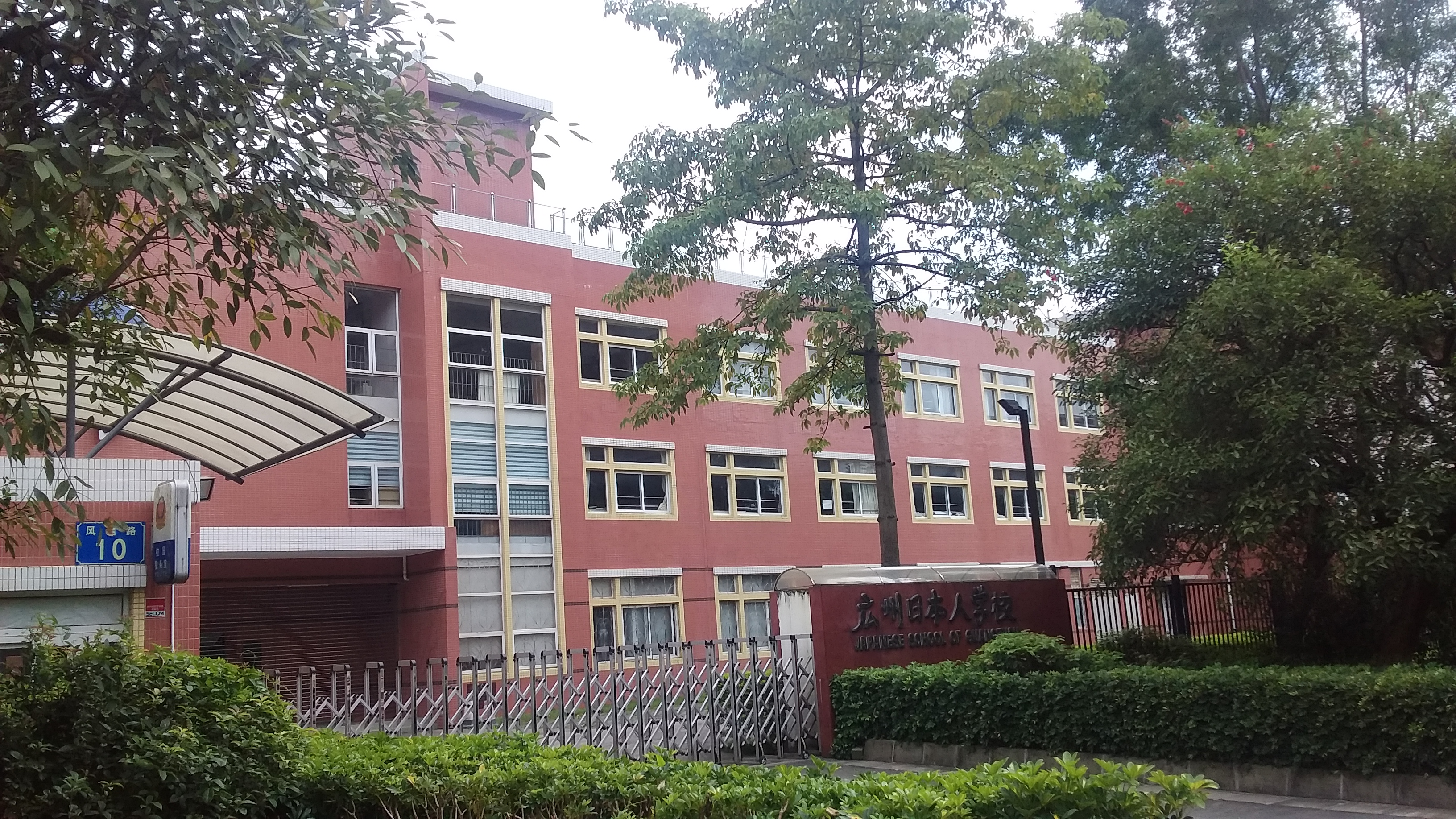
广州日本人学校
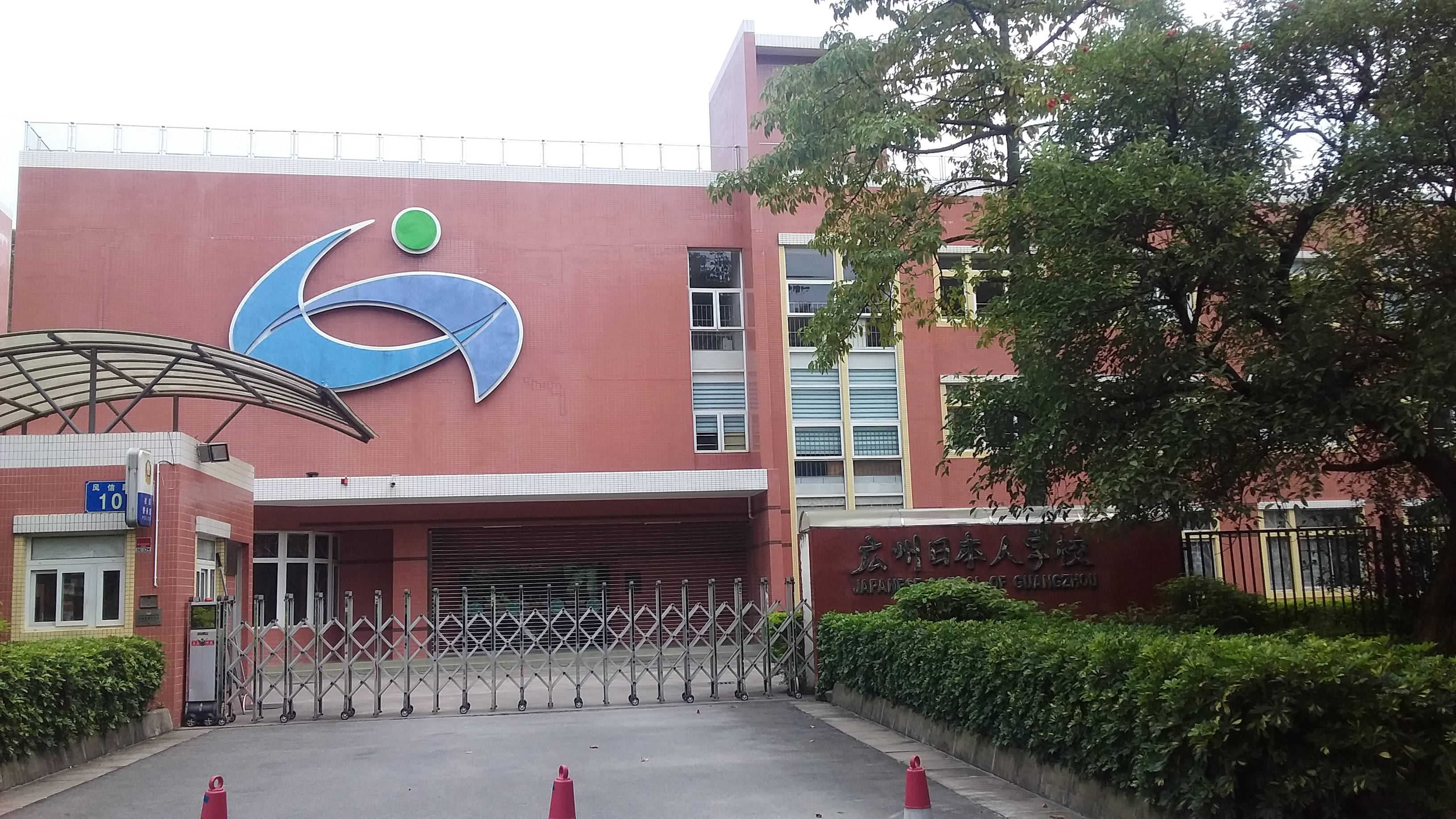
广州日本人学校
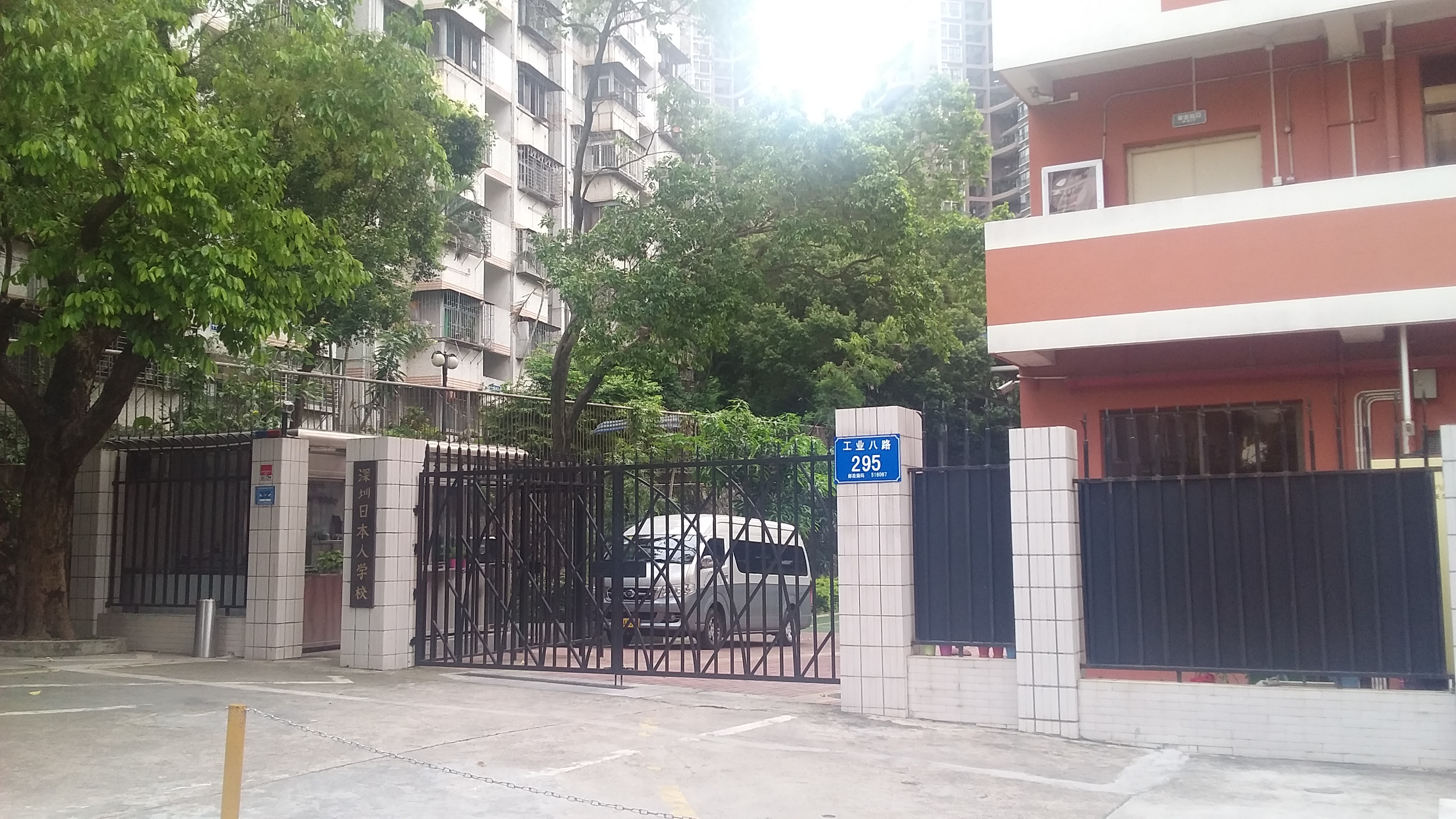
深圳日本人学校
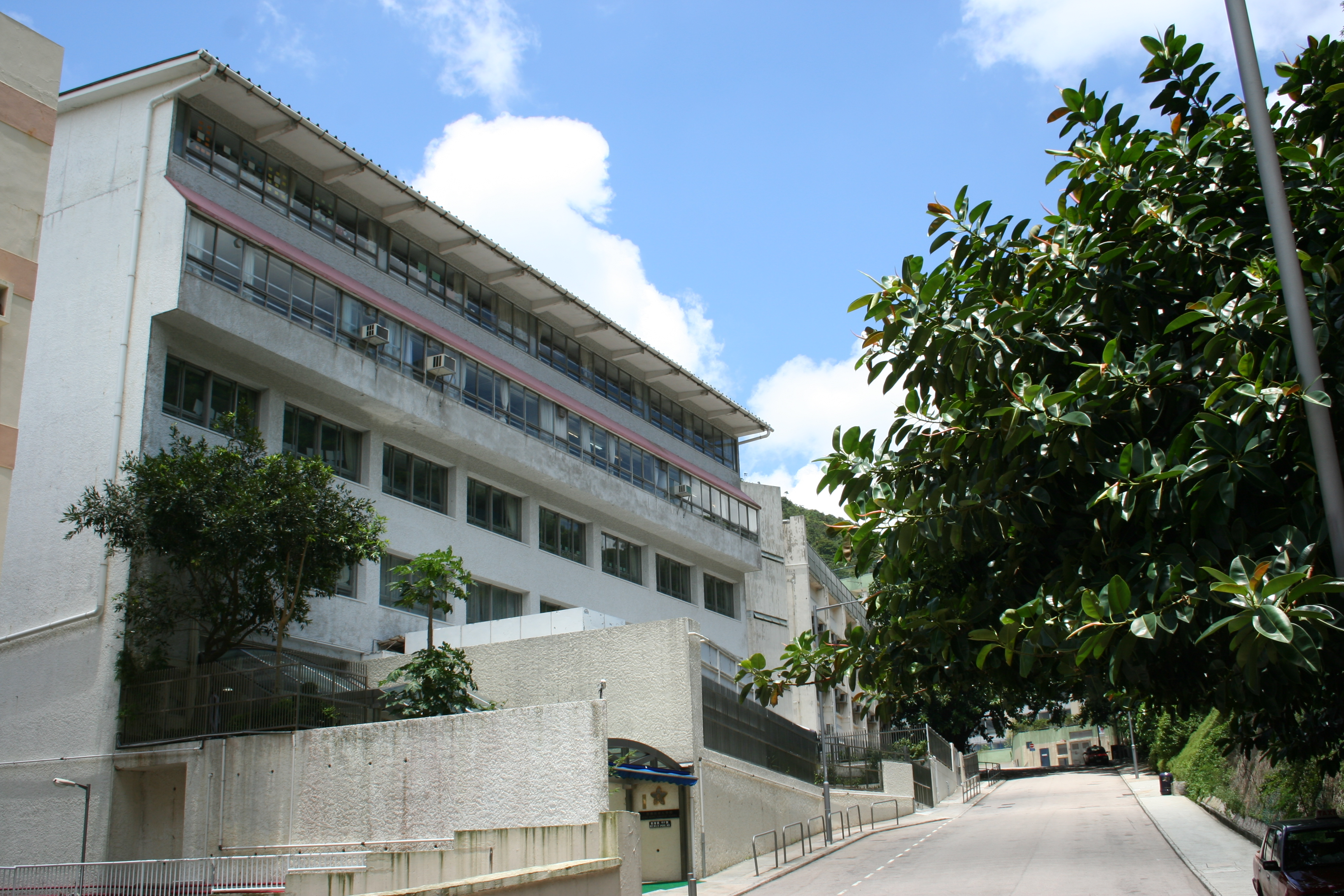
香港日本人学校小学部
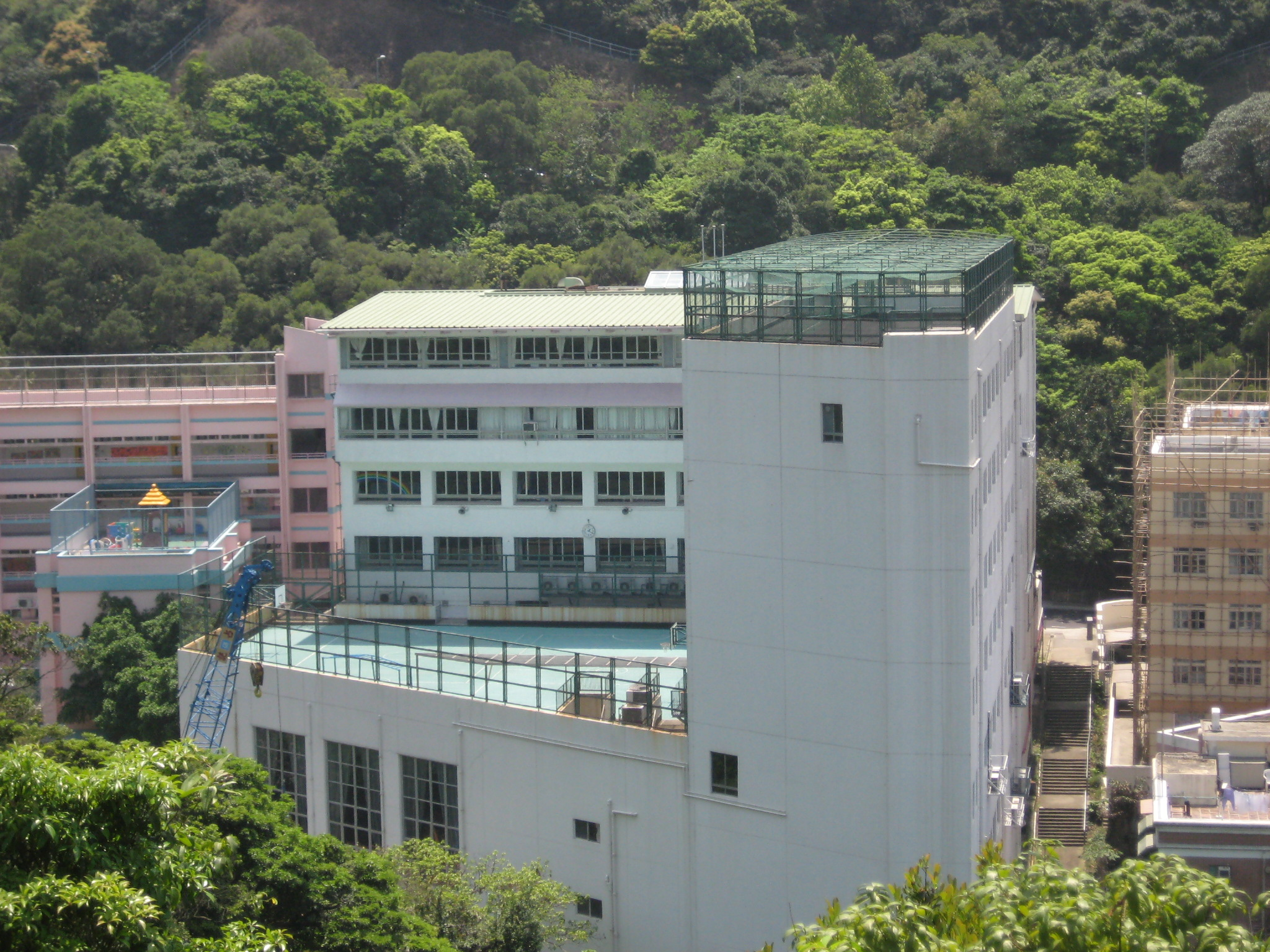
香港日本人学校小学部
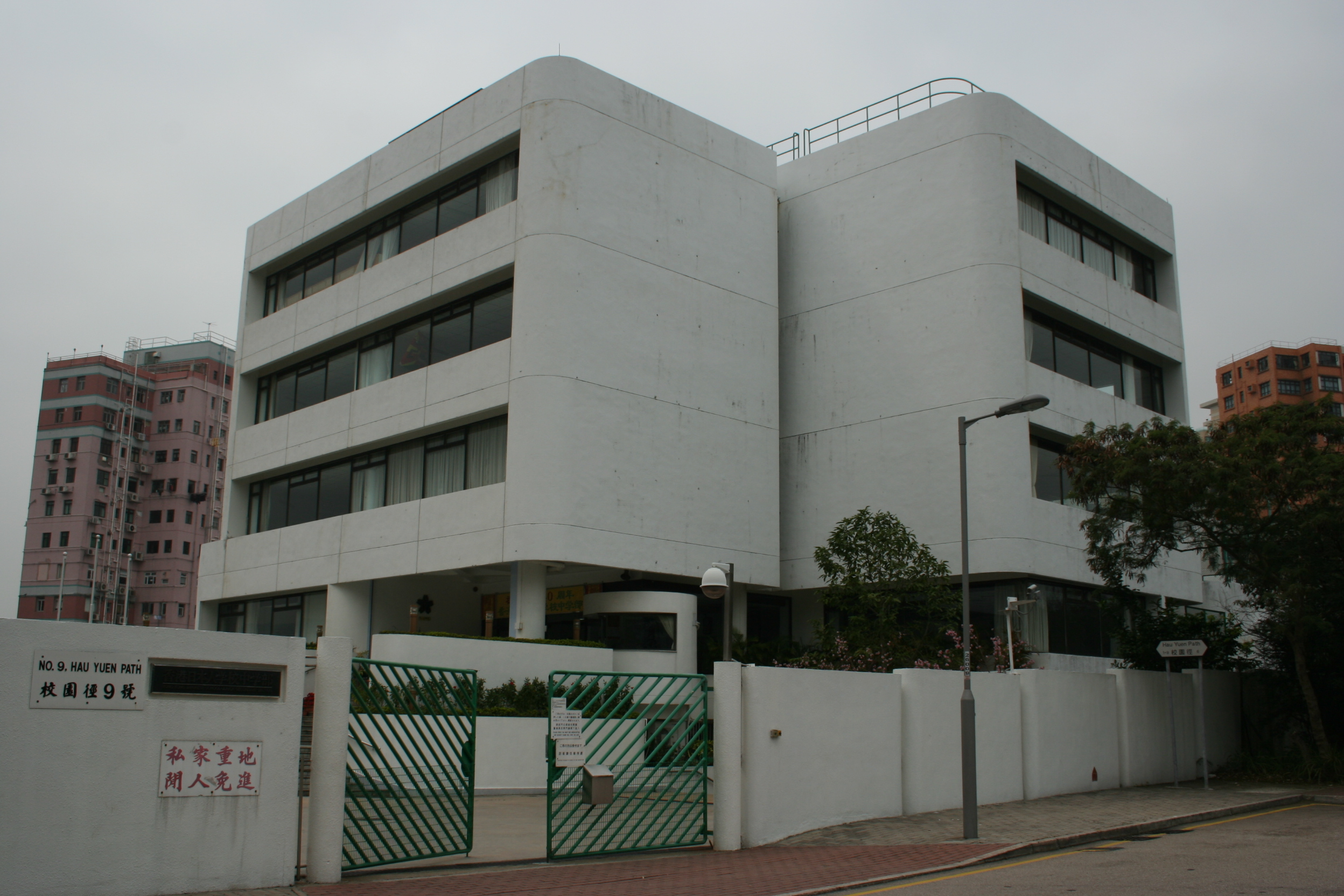
香港日本人学校中学部
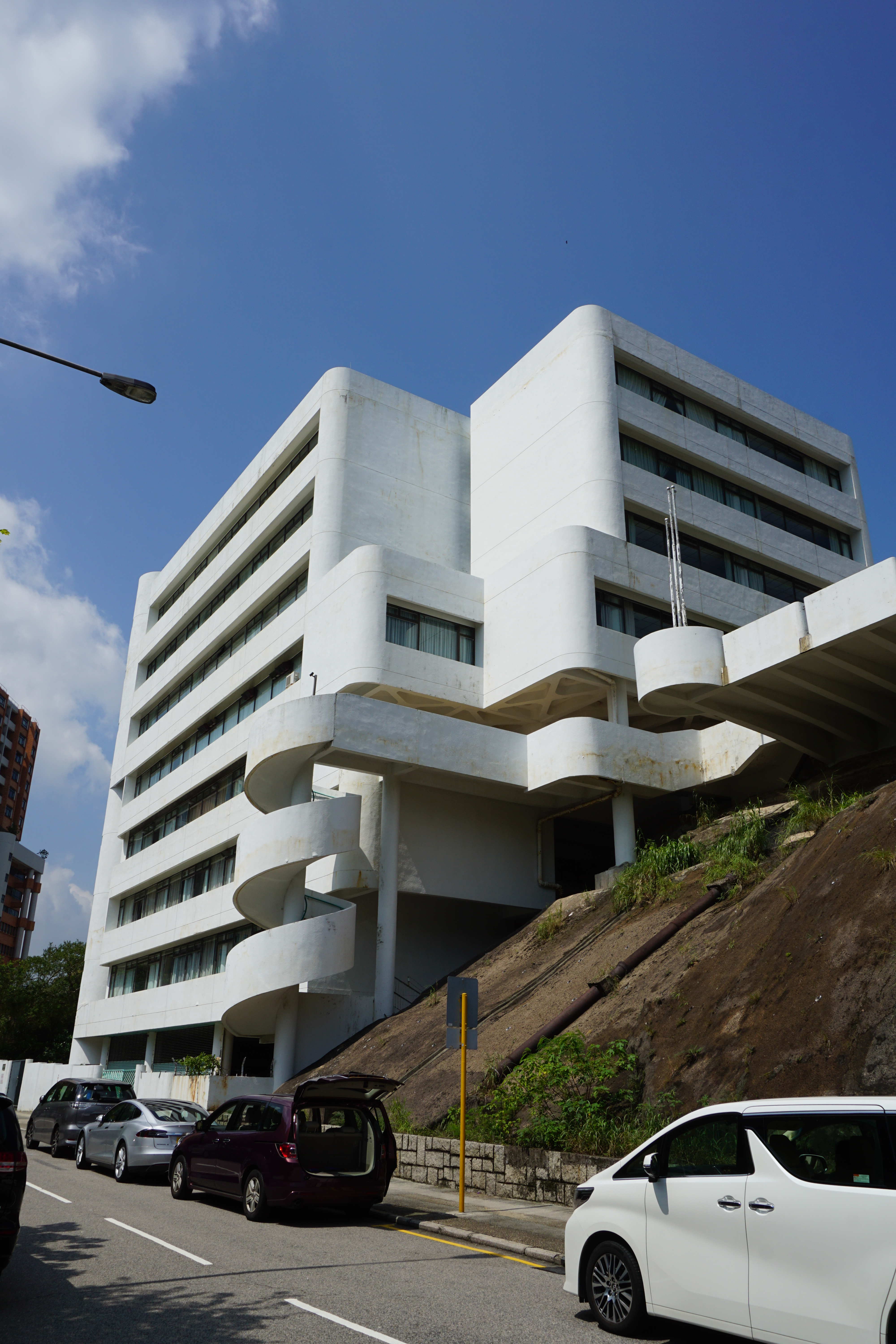
香港日本人学校中学部
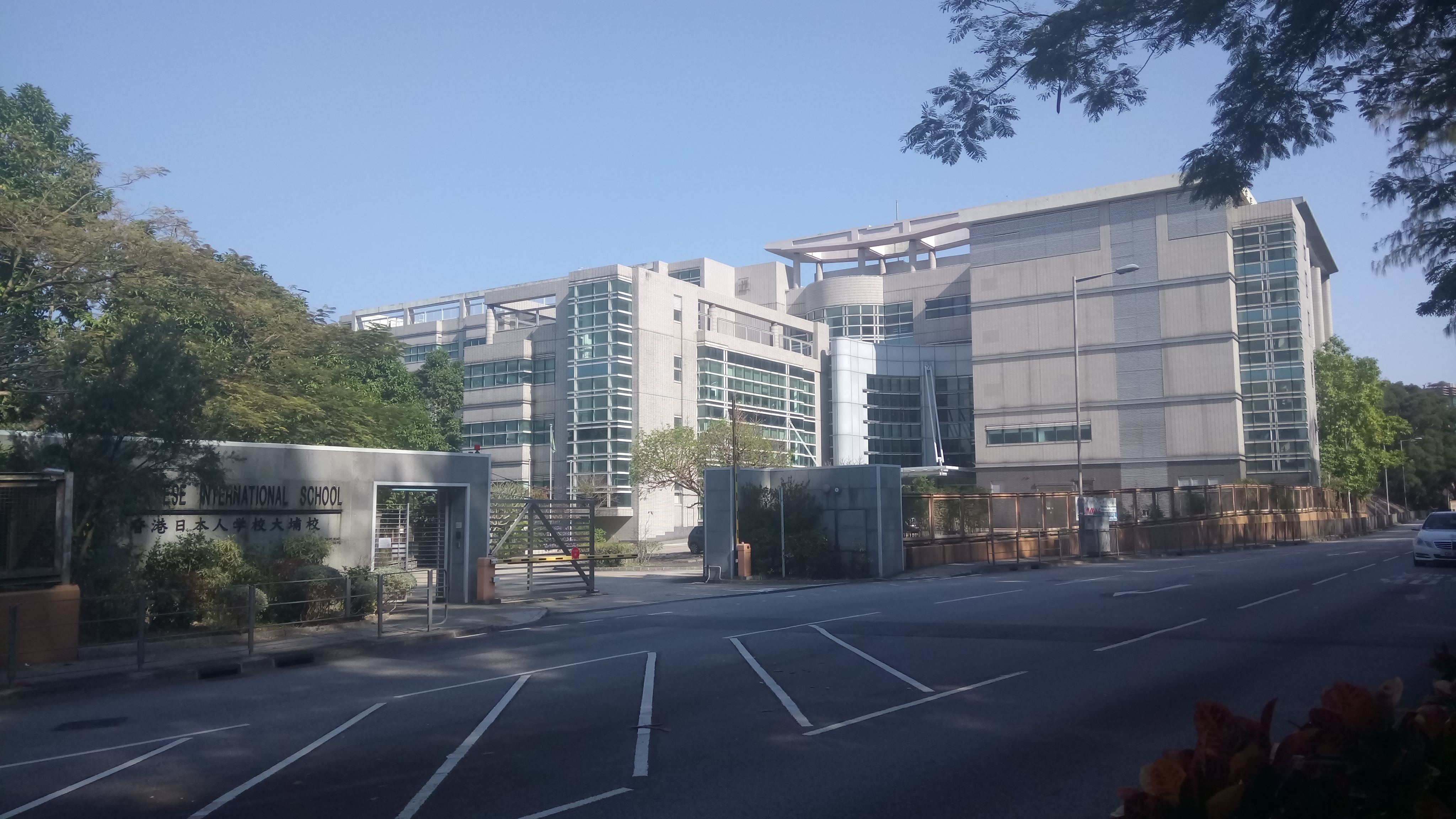
香港日本人学校国际学级
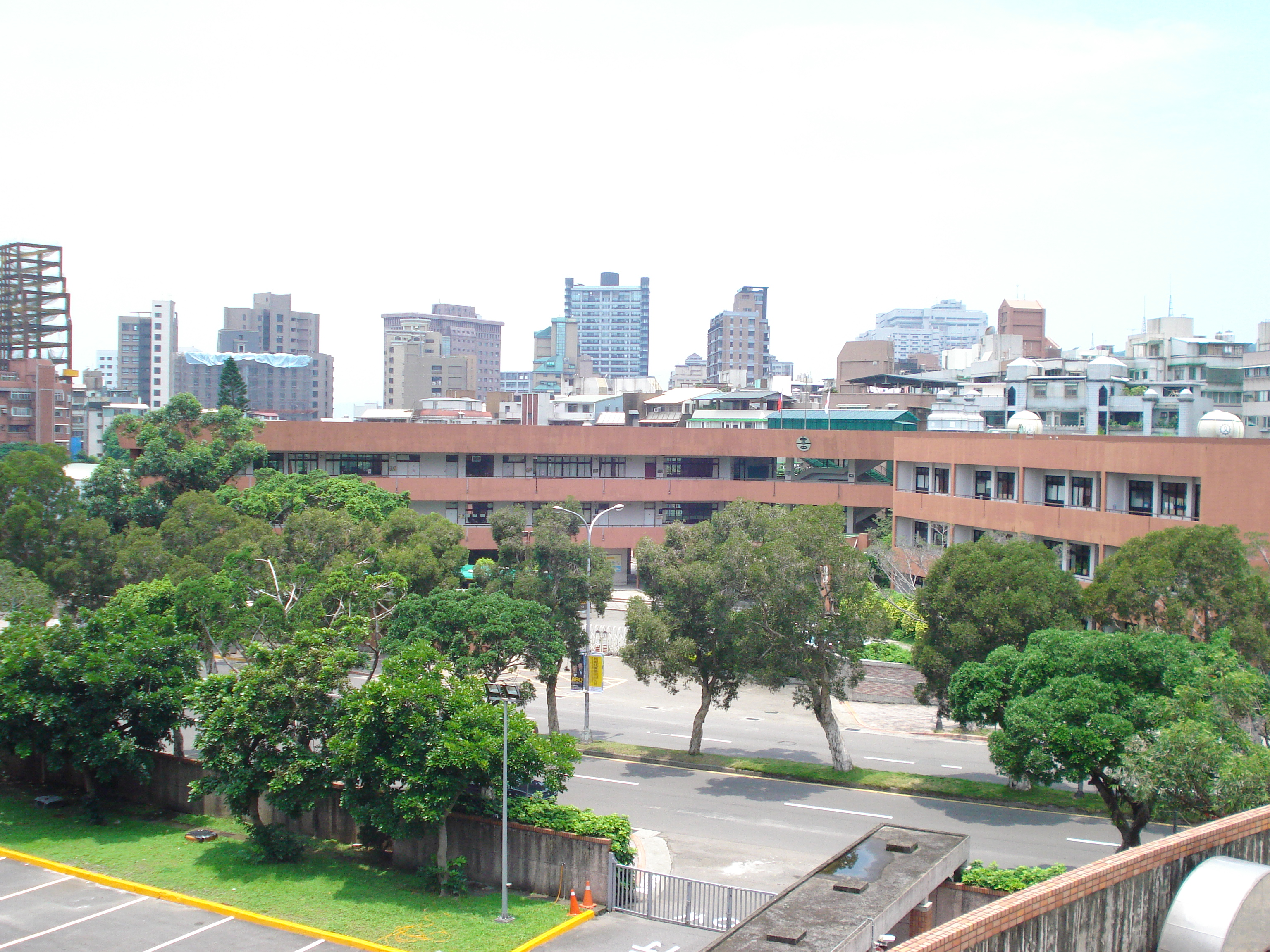
台北市日侨学校
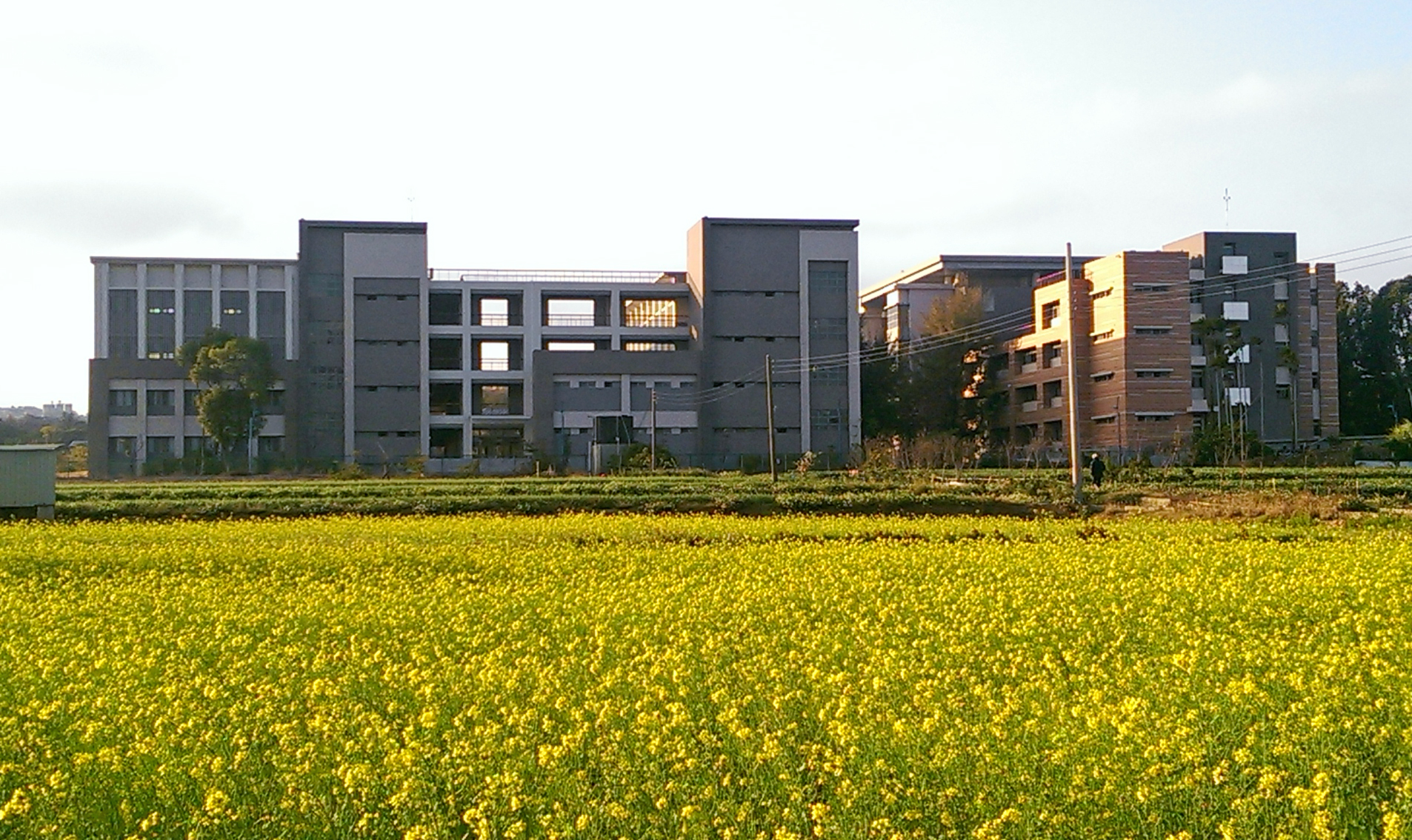
台中市日侨学校
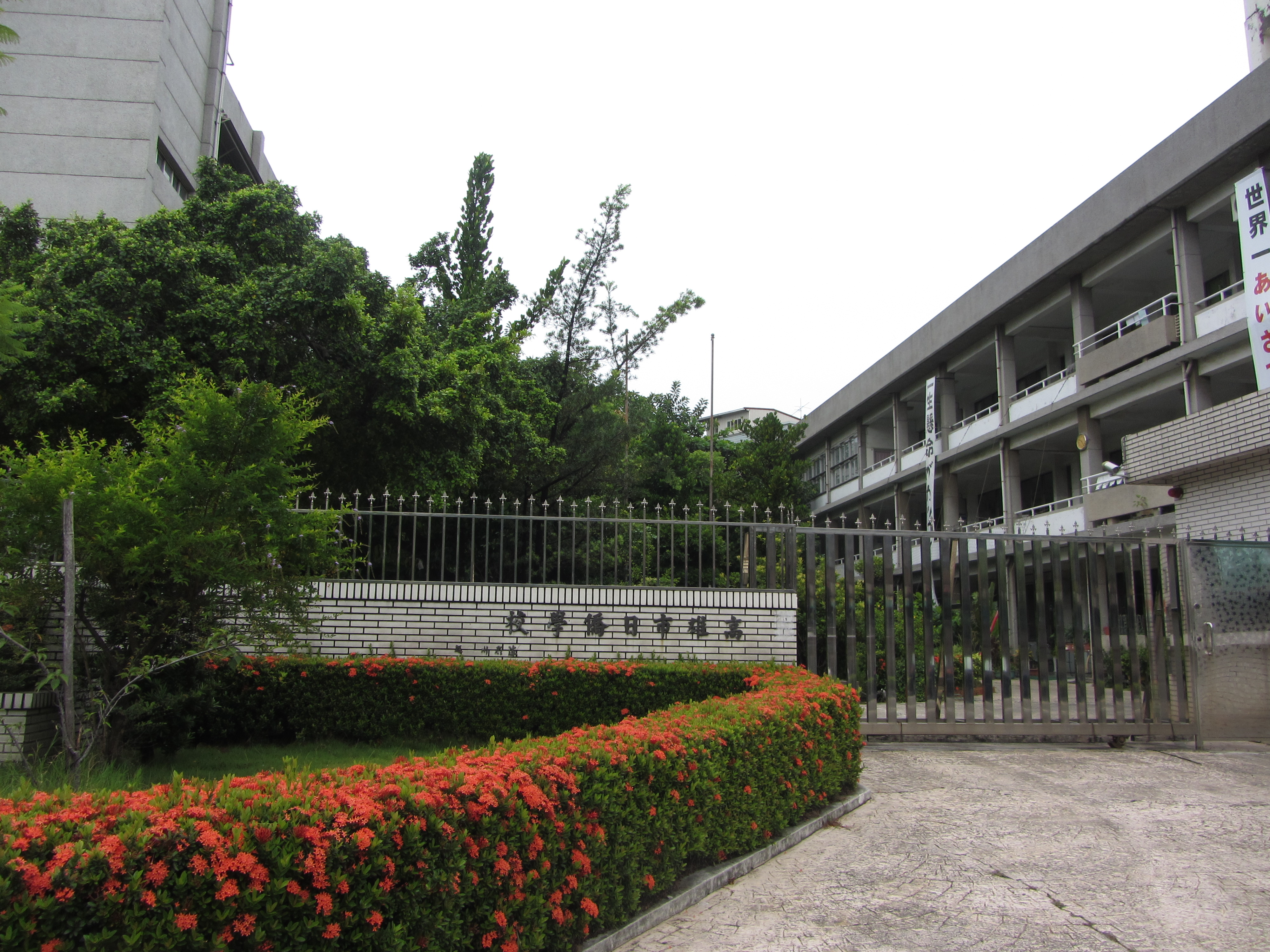
高雄市日侨学校旧校区
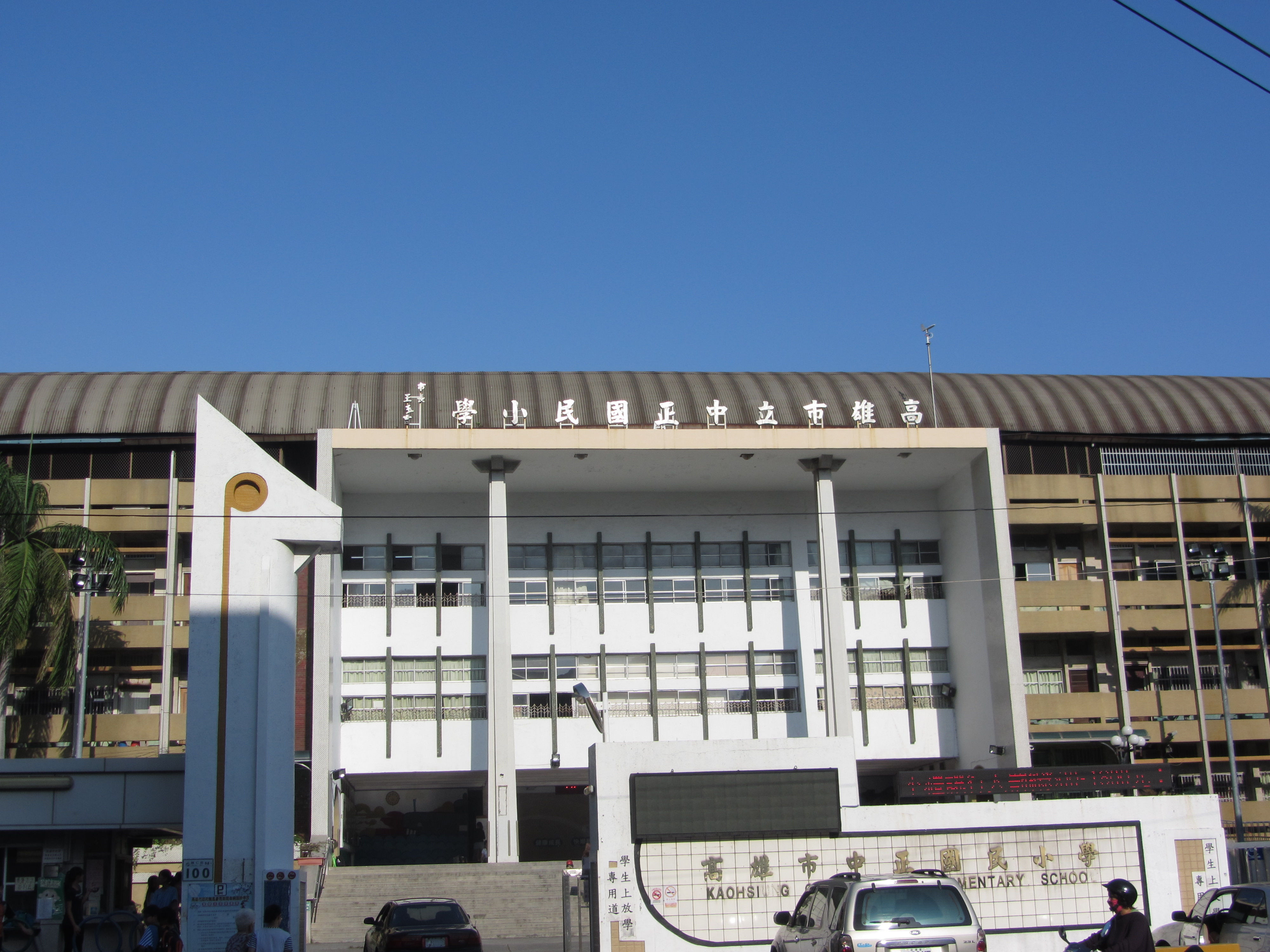
高雄市日侨学校现校区 (高雄市苓雅區中正國民小學)
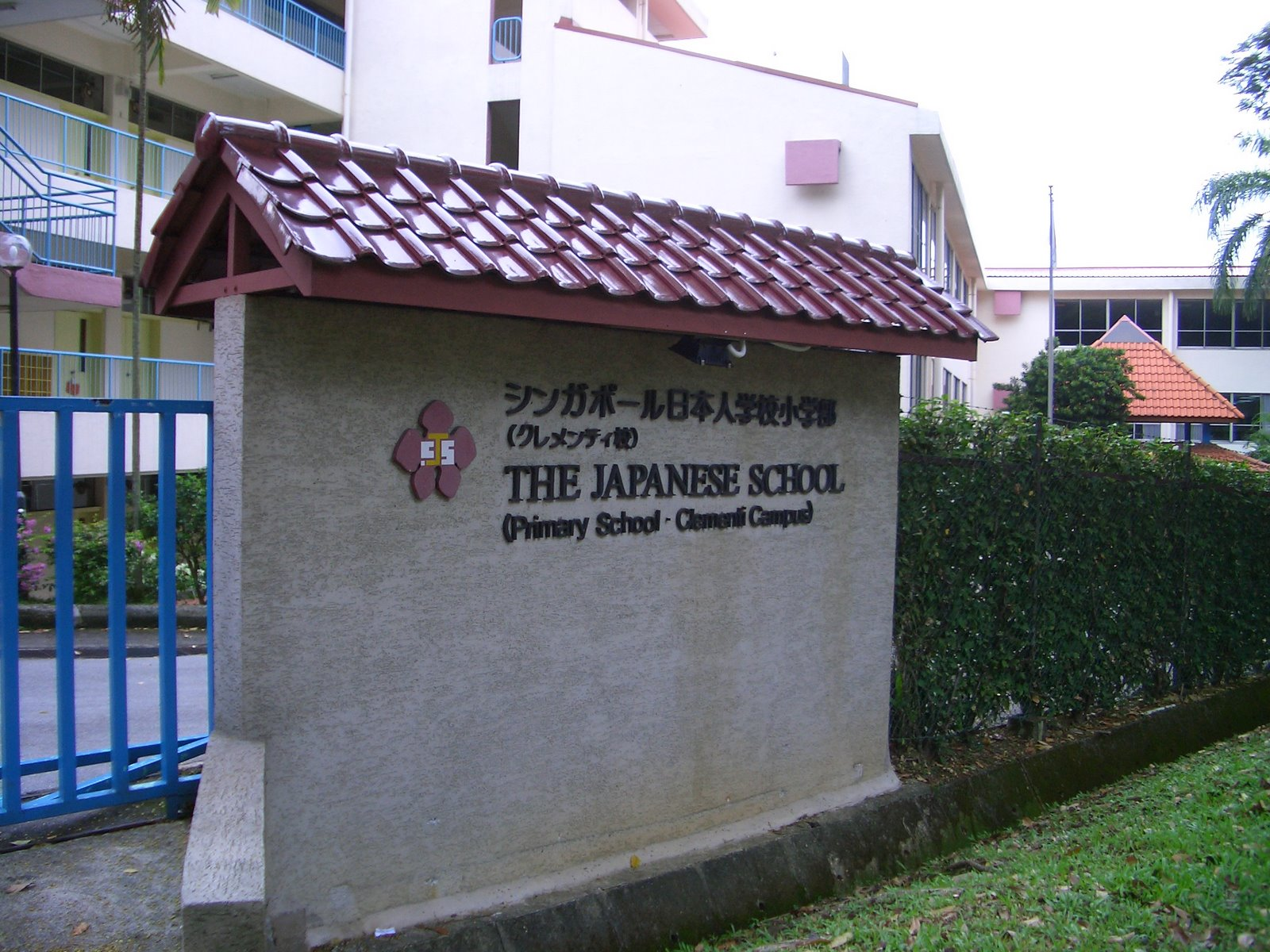
新加坡日本人学校（英语：The Japanese School Singapore）(JA（日语：シンガポール日本人学校）)小学部金文泰校区
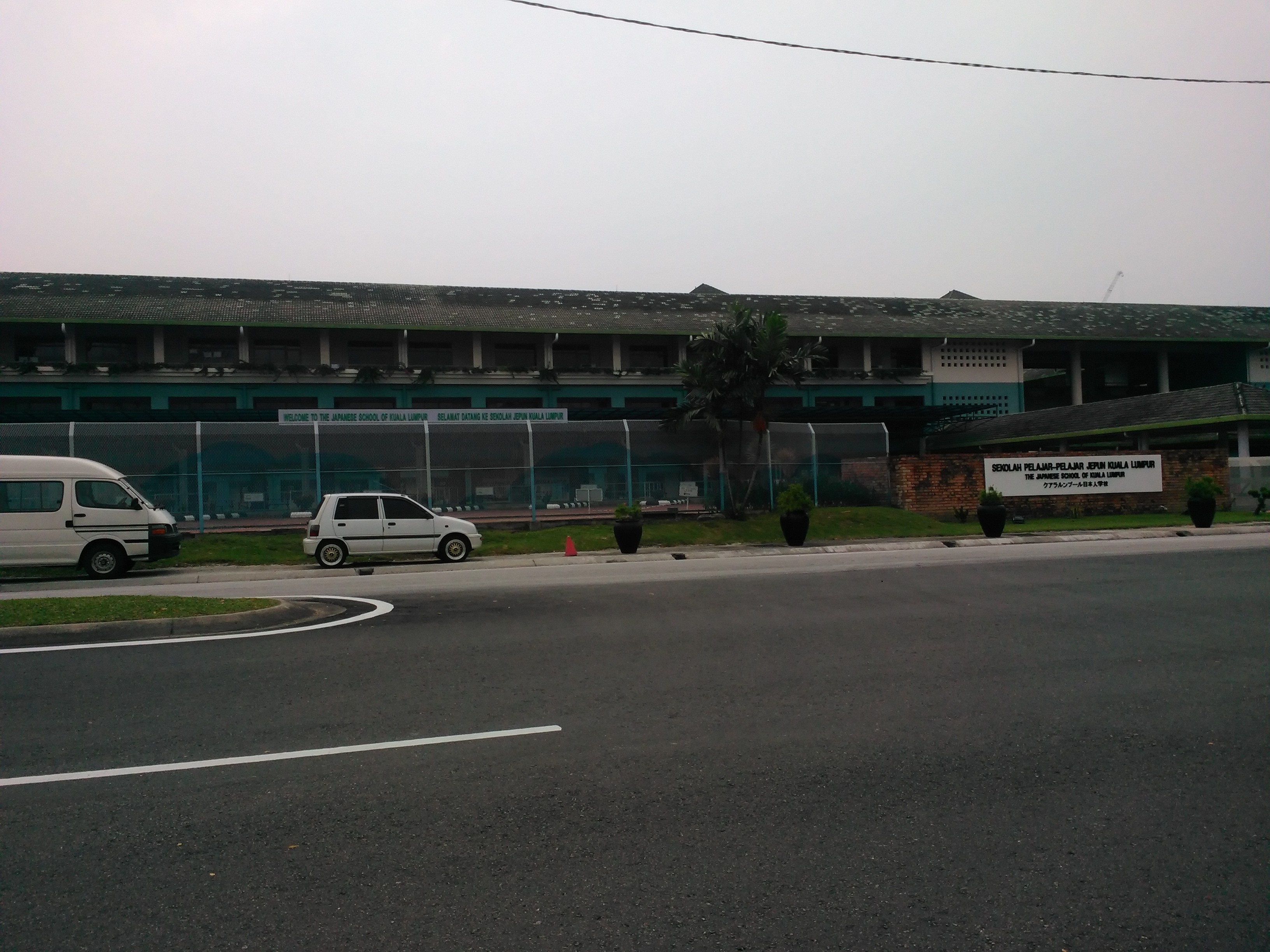
吉隆坡日本人学校（英语：Japanese School of Kuala Lumpur）(JA（日语：クアラルンプール日本人学校）)

## 关联文献
（日語）